# Raymond Wolters
Raymond Reilly Wolters (Kansas City (Kansas), 25 de julio de 1938-Naples (Florida), 1 de diciembre de 2020) fue un historiador estadounidense. Es el Thomas Muncy Keith Professor Emeritus en Historia en la Universidad de Delaware, donde enseñó desde 1965 hasta su retiro en 2014. 

## Biografía
Obtuvo un Bachelor of Arts (Licenciatura en Humanidades) en la Universidad de Stanford en 1960 y en 1967 completó su Ph.D. (Doctorado en Filosofía) en la Universidad de California en Berkeley.
En 1985, su libro The Burden of Brown: Treinta años de desegregación escolar, ganó el premio Silver Gavel de la American Bar Association, una decisión que resultó controvertida porque el libro fue acusado de ser racista. En 2017, después de revisar el libro, Making the Unequal Metropolis: Desegregación escolar y sus límites, en la American Historical Review (AHR), Wolters recibió nuevas críticas por sus escritos pasados para los medios nacionalistas blancos, como American Renaissance y la revista think tank, Instituto de Política Nacional. Muchos críticos escribieron cartas a la AHR criticando severamente su decisión de publicar la reseña del libro hecha por Wolters y pidiendo que se retractara la reseña. El editor interino de la AHR, Robert Schneider, posteriormente emitió una disculpa por publicar la revisión de Wolters, afirmando que "la AHR lamenta profundamente tanto la elección del revisor como los aspectos de la revisión misma".

## Libros
- The Long Crusade: Profiles in Education Reform 1967-2014, (Washington Summit Publishers, 2015).
- Race and Education, 1954-2007, (University of Missouri Press, 2008).
- Du Bois and His Rivals, (University of Missouri Press, 2002).
- Right Turn: William Bradford Reynolds, the Reagan Administration, and Black Civil Rights, (Transaction Publishers, 1996).
- The Burden of Brown: Thirty Years of School Desegregation, (University of Tennessee Press, 1984).
- The New Negro on Campus: Black College Rebellions of the 1920s, (Princeton University Press, 1975).
- Negroes and the Great Depression; The Problem of Economic Recovery, (Greenwood Pub. Corp, 1970).

- Datos: Q55759667